# Tom Farrell (mezzofondista 1944)
Thomas Francis Farrell, detto Tom (New York, 18 gennaio 1944), è un ex mezzofondista statunitense, medaglia di bronzo negli 800 metri piani ai Giochi olimpici di Città del Messico 1968 e 5º nella stessa specialità a Tokyo 1964.

## Biografia
Ha frequentato la Arcibishop Molloy High School nel Queens, a New York. Dopo aver terminato il liceo, Farrell si è iscritto alla St. John's University in Jamaica, a New York, dove è stato allenato da Steve Bartold. All'età di 19 anni, Farrell si piazza al quinto posto nella gara degli 800 m piani ai Giochi olimpici di Tokyo 1964, dietro al vincitore e detentore del record mondiale Peter Snell.
Nel 1965 vinse il campionato nazionale statunitense nella gara delle 880 iarde e nel 1968 i trials olimpici statunitensi negli 800 m piani. Successivamente ha gareggiato ai Giochi olimpici di Città del Messico 1968, nuovamente negli 800 m piani, gara in cui ha vinto la medaglia di bronzo.
Farrell vive nel sud della California con sua moglie, Chris. È ancora impegnato nell'atletica leggera come allenatore volontario presso la St. John's University, New York.

## Palmarès
| Anno | Manifestazione  | Sede              | Evento      | Risultato | Prestazione | Note |
| ---- | --------------- | ----------------- | ----------- | --------- | ----------- | ---- |
| 1964 | Giochi olimpici | Tokyo             | 800 m piani | 5º        | 1'46"6      |      |
| 1968 | Giochi olimpici | Città del Messico | 800 m piani | Bronzo    | 1'45"4      |      |